# 일요일 밤으로
《일요일 밤으로》는 대한민국의 방송국 한국방송공사에서 제작·방영한 텔레비전 프로그램이다. 사회적 이슈를 색다른 접근법으로 다루는 연성 시사 버라이어티 프로그램인데 초반 2PM의 재범을 미국으로 찾아가 촬영한 방송 내용 때문에 여론의 뭇매를 맞았으며 급기야 KBS의 공영성 강화 방침에 따라 9회 만에 간판이 내려져야 했다.

## 프로그램 내용
핫이슈 1, 2
한 주간 일어난 사건 및 사회적 이슈를 정리하고 그 의미를 분석
넛지 다큐 (Nudge Docu)
사물에 대한 새로운 관찰, 실험, 체험을 통해 대중의 관심사를 새롭게 풀어 본다.
포토 에세이
전문 사진작가가 순간 포착한 우리가 살아가는 '오늘'의 풍경을 내래이션 없이 음악, 자막, 스틸사진 만으로 짧지만 진한 감동으로 전달한다.

## 비판

### 재범사생활 침해에 대한 논란
2009년 10월 25일에 방송된 과거 자신의 블로그에 남겼던 말이 빌미가 돼 한 달 전 그룹을 탈퇴하고 미국으로 떠난 2PM의 리더 재범이 시애틀에서 생활하고 있는 모습을 포착해 방송했다. 당초 제작진이 미국으로 떠난 재범이 어떻게 지내는지 근황을 전하고, 그가 남긴 숙제가 무엇인지를 다루려 했던 기획의도는 충분히 공감을 살 만했다. 하지만 그런 의도와 달리 이날 방송은 무리한 취재로 오히려 시청자들과 팬들의 원성을 샀다.
| “ | 저희 아이가 자꾸만 그런데 이슈가 되는 걸 원하지 않다. | ” |

재범도 취재진을 피했음에도 불구하고 끝까지 쫓아가 사생활 침해 가능성이 제기된 것이다. 네티즌과 시청자들은 "재범을 시청률에 이용한 것", "아프게 한국을 떠나 마음을 추스르려던 상황에 카메라를 들이미는 것은 너무한 일", "본인과 가족들이 원치 않은 인터뷰를 하는 것은 명백한 도둑 촬영"이라는 등 비난을 쏟아냈다.
| “ | 아무 말씀도 못드리겠습니다. 멀리서 오셨는데 죄송합니다. | ” |
|   | — 재범, 취재진에게 건네준 앨범 CD                       |   |

## 패널
- 김태훈, 한성주, 안선영, 김정운

## 시청률
- AGB 닐슨 미디어리서치

| 회차 | 방송 일자        | 전국 시청률(증감치) |
| ---- | ---------------- | ------------------- |
| 1회  | 2009년 10월 25일 | 5.6%                |
| 2회  | 2009년 11월 1일  | 4.3%(-1.3)          |
| 3회  | 2009년 11월 8일  | 4.7%(+0.4)          |
| 4회  | 2009년 11월 15일 | 5.6%(+0.9)          |
| 5회  | 2009년 11월 22일 | 3.9%(-1.7)          |
| 6회  | 2009년 11월 29일 | 4.6%(-0.7)          |
| 7회  | 2009년 12월 6일  | 4%(-0.6)            |
| 8회  | 2009년 12월 13일 | 4.4%(+0.4)          |
| 9회  | 2009년 12월 20일 | 4.3%(-0.1)          |